# Thunderbirds Are Go (televisieserie)
Thunderbirds Are Go is een Brits-Nieuw-Zeelandse computeranimatieserie geproduceerd door ITV Studios en Pukeko Pictures. De serie is een remake van de televisieserie Thunderbirds, bedacht door Gerry Anderson. De serie debuteerde op 4 april 2015 met een seizoen van 26 afleveringen. In Vlaanderen werd, in tegenstelling tot Nederland, het "Are Go" uit de titel weggelaten (Thunderbirds) en vervangen door "komen eraan".
Bijna alle personages uit de originele serie zijn in deze nieuwe weer aanwezig, alsmede een aantal nieuwe personages, waaronder Colonel Casey en Kayo. Ook introduceert de serie een nieuwe Thunderbirdmachine: Thunderbird 'Shadow' (kortweg Thunderbird 'S').

## Achtergrond
De nieuwe Thunderbirds-serie wordt geregisseerd door David Scott, terwijl individuele afleveringen geregisseerd worden door Theo Baynton. De visuele effecten in de serie worden verzorgd door Weta Workshop.
De serie combineert computeranimatie met live-action-sets. Stemacteur David Graham, die in de originele serie al de stem van het personage Parker deed, keert in deze serie weer terug in dezelfde rol. Eenmalig komt stemactrice van de originele Lady Penelope en producente van de poppenserie uit de jaren zestig, Sylvia Anderson, terug in de aflevering "Designated Driver" als Aunt Sylvia, de tante van de nieuwe Lady Penelope.

## Rolverdeling
- Scott Tracy - Rasmus Hardiker
- Virgil Tracy - David Menkin
- Alan Tracy - Rasmus Hardiker
- Gordon Tracy - David Menkin
- John Tracy - Thomas Brodie-Sangster
- Tanusha "Kayo" Kyrano - Angel Coulby
- Brains - Kayvan Novak
- Lady Penelope Creighton-Ward - Rosamund Pike
- Aloysius Parker - David Graham
- Oma Tracy - Sandra Dickinson
- The Hood - Andres Williams
- Colonel Casey - Adjoa Andoh
- Stem tijdens de intro - Peter Dyneley
- Oudtante Sylvia - Sylvia Anderson.

## Nederlandse stemmen
- Scott Tracy: Charly Luske
- Gordon Tracy: Trevor Reekers
- Virgil Tracy: Dragan Bakema
- John Tracy: Florus van Rooijen
- Lady Penelope Creighton-Ward: Peggy Vrijens
- Kayo Kyrano: Vivienne van den Assem
- Parker: Fred Meijer
- Alan Tracy: Buddy Vedder
- Brains: Guido Van Gend
- Oma Tracy: Raymonde de Kuyper
- De Hood: Sander de Heer

## Nederlandse versie
- Nederlandse Nabewerking: Creative Sounds BV
- Voice Director: Florus van Rooijen

## Afleveringen (Nederlandse titels)
Seizoen 1:
1. Ring of Fire - part 1 (Ring van vuur - deel 1)
2. Ring of Fire - part 2 (Ring van vuur - deel 2)
3. Space Race (Ruimterommel)
4. Crosscut (De kortste weg)
5. Fireflash
6. Unplugged (Stroomloos)
7. Runaway (Op hol geslagen)
8. EOS
9. Slingshot (Katapult)
10. Tunnels of Time (De tunnels van de tijd)
11. Skyhook (Ruimtehaak)
12. Under Pressure (Onder druk)
13. Heavy Metal (Zwaartekracht)
14. Skyfall (Uit de lucht)
15. Relic (Relikwie)
16. Breakdown (Defect)
17. Heist Society (Overval onder niveau)
18. Recharge (Opladen)
19. Extraction (Extractie)
20. The Hexpert (De H-expert)
21. Comet Chasers (Kometenjagers)
22. Designated Driver (Wie is de Bob?)
23. Chain of Command (De hoogste in rang)
24. Touch And Go (Op het nippertje)
25. Undercover (Geheime operatie)
26. Legacy (De erfenis)

Seizoen 2:
1. Earthbreaker (Aardekraker)
2. Ghost Ship (Spookschip)
3. Deep Search (Diepgaand onderzoek)
4. City Under The Sea (Verzonken stad)
5. Colony (Kolonie)
6. Up From The Depts - Part I (Vanuit de diepte - Deel 1)
7. Up From The Depts - Part II (Vanuit de diepte - Deel 2)
8. Lost Kingdom (Verloren koninkrijk)
9. Impact (Inslag)
10. High Strung (Hoge nood)
11. Weather Or Not (Weer of geen weer)
12. Fight or Flight (Vechten of vliegen)
13. Escape Proof (Uitbraakvrij)
14. Volcano! (Vulkaan)
15. Power Play (Strijd om de macht)
16. Bolt From the Blue (Bliksem uit de blauw)
17. Attack of the Reptiles (De aanval op de reptielen)
18. Grandma Tourismo (Taxidienst Oma)
19. Clean Sweep (Grote schoonmaak)
20. The Man From TB5 (De man van TB 5)
21. Home on the Range (Terug naar de Ranch)
22. Long Haul (Op de gok)
23. Rigged for Disaster (Verraderlijk gevaar)
24. Inferno  (Hels vuur)
25. Hyperspeed (Hypersnel)
26. Brains vs. Brawn (Brains tegen Spierkracht)

Season 3
1. Chaos - Part 1
2. Chaos - Part 2
3. Path of Destruction
4. Night and Day
5. Growing Pains
6. Life Sings
7. Rally Raid
8. Crash Course
9. Flame Out
10. Deep Water
11. Endgame
12. SOS - Part 1
13. SOS - Part 2
14. Signals - Part 1
15. Signals - Part 2
16. Chain Reaction
17. Getaway
18. Avalanche
19. Upside Down
20. Icarus
21. Break Out
22. Buried Treasure
23. Venom
24. Firebreak
25. The Long Reach - Part 1
26. The Long Reach - Part 2

New video's coming in May 2019!
In Vlaanderen hebben de afleveringen andere titels dan in Nederland.

## Ontvangst
Door de liefhebbers van de oorspronkelijke serie werd Thunderbirds Are Go met gemengde reacties ontvangen. Recensenten en nieuwe kijkers reageerden over het algemeen positief op de serie.

## Verschillen met de originele serie
- De identiteit van de familie Tracy als teamlid van International Rescue is geen geheim meer voor de buitenwereld.
- De personages Kyrano en Jeff Tracy zijn afwezig; Jeff wordt in de serie vermist en doodgewaand, terwijl de rol van Kyrano geheel overgenomen is door Oma Tracy.
- De naam van Tin-Tin is in de serie veranderd in Tanusha "Kayo" Kyrano vanwege een auteursrechtenkwestie met het personage Kuifje (Tintin).
- De vijf gebroeders Tracy zijn niet langer gewapend, en in de serie komt geen geweld voor of stervende personages in beeld. Dit mede vanwege de aangescherpte regels op kinderprogramma's.
- The Hood heeft niet langer psychische krachten en woont niet langer in een tempel in de jungle. Wel heeft hij een cybernetisch oog om anderen te bevelen.
- Ze krijgen te maken met slechteriken die zij ook leren kennen, waaronder The Hood, The Mechanic (De Monteur), en het Team Chaos.
- De serie introduceert een zesde Thunderbird, Thunderbird Shadow, bestuurd door Tanusha Kyrano. Daarmee is Tanusha de eerste vrouwelijke Thunderbirdpiloot.
- Lady Penelope heeft in deze serie een hond genaamd Sherbet. Ook is ze zelf jonger dan in de oorspronkelijke serie.
- De serie speelt in 2060, oftewel 45 jaar na de première, terwijl de originele in 2065 speelde (100 jaar na de première).